# Championnats d'Europe de tir à 10 m 2023
Navigation
Édition précédente
Les championnats d'Europe de tir à 10 m 2023, ont lieu du 5 au 13 mars 2023 à Tallinn, en Estonie.
Plusieurs quota non-nominatives pour les épreuves de tir aux Jeux olympiques d'été de 2024 : deux pour chaque épreuve individuelle.

## Résultats

### Podiums

#### Hommes
| Épreuve                     | Or                                                           | Argent                                                      | Bronze                                                               |
| --------------------------- | ------------------------------------------------------------ | ----------------------------------------------------------- | -------------------------------------------------------------------- |
| Pistolet à 10 m individuel  | Damir Mikec                                                  | Ruslan Lunev                                                | Paolo Monna                                                          |
| Pistolet à 10 m par équipes | Turquie- İsmail Keleş - Yusuf Dikeç - Buğra Selimzade        | Allemagne- Robin Walter - Paul Frölich - Michael Schwald    | Ukraine- Viktor Bankin - Oleh Omelchuk - Pavlo Korostylov            |
| Pistolet à 10 m par équipes | Turquie- İsmail Keleş - Yusuf Dikeç - Buğra Selimzade        | Allemagne- Robin Walter - Paul Frölich - Michael Schwald    | Serbie- Duško Petrov - Damir Mikec - Dimitrije Grgić                 |
| Carabine à 10 m individuel  | Maximilian Ulbrich                                           | Patrik Jány                                                 | Alexander Schmirl                                                    |
| Carabine à 10 m par équipes | Serbie- Milutin Stefanović - Milenko Sebić - Lazar Kovačević | Autriche- Alexander Schmirl - Tobias Mair - Martin Strempfl | Allemagne- David Könders - Maximilian Dallinger - Maximilian Ulbrich |
| Carabine à 10 m par équipes | Serbie- Milutin Stefanović - Milenko Sebić - Lazar Kovačević | Autriche- Alexander Schmirl - Tobias Mair - Martin Strempfl | Suède- Ludwig Wassman - Erik Sahlin - Marcus Madsen                  |

#### Femmes
| Épreuve                     | Or                                                          | Argent                                                        | Bronze                                                            |
| --------------------------- | ----------------------------------------------------------- | ------------------------------------------------------------- | ----------------------------------------------------------------- |
| Pistolet à 10 m individuel  | Anna Korakaki                                               | Camille Jedrzejewski                                          | Elmira Karapetyan                                                 |
| Pistolet à 10 m par équipes | Pologne- Klaudia Breś - Julita Borek - Agnieszka Korejwo    | Serbie- Zorana Arunović - Brankica Zarić - Jovana Todorović   | Hongrie- Veronika Major - Miriam Jákó - Zsófia Csonka             |
| Carabine à 10 m individuel  | Jeanette Hegg Duestad                                       | Seonaid McIntosh                                              | Anna Janssen                                                      |
| Carabine à 10 m par équipes | Norvège- Katrine Lund - Jenny Stene - Jeanette Hegg Duestad | Serbie- Teodora Vukojević - Ivana Maksimović - Andrea Arsović | Pologne- Julia Piotrowska - Natalia Kochańska - Aneta Stankiewicz |
| Carabine à 10 m par équipes | Norvège- Katrine Lund - Jenny Stene - Jeanette Hegg Duestad | Serbie- Teodora Vukojević - Ivana Maksimović - Andrea Arsović | Allemagne- Larissa Weindorf - Vanessa Gleißner - Anna Janssen     |

#### Mixtes
| Épreuve                     | Or                                                | Argent                                             | Bronze                                            |
| --------------------------- | ------------------------------------------------- | -------------------------------------------------- | ------------------------------------------------- |
| Pistolet à 10 m par équipes | Serbie- Zorana Arunović - Damir Mikec             | Italie- Chiara Giancamilli - Federico Nilo Maldini | Turquie- Şevval İlayda Tarhan - Yusuf Dikeç       |
| Pistolet à 10 m par équipes | Serbie- Zorana Arunović - Damir Mikec             | Italie- Chiara Giancamilli - Federico Nilo Maldini | France- Camille Jedrzejewski - Florian Fouquet    |
| Carabine à 10 m par équipes | Norvège- Jeanette Hegg Duestad - Jon-Hermann Hegg | Israël- Olga Tashtchiev - Sergey Richter           | Italie- Sofia Ceccarello - Danilo Dennis Sollazzo |
| Carabine à 10 m par équipes | Norvège- Jeanette Hegg Duestad - Jon-Hermann Hegg | Israël- Olga Tashtchiev - Sergey Richter           | Norvège- Jenny Stene - Henrik Larsen              |

### Tableau des médailles
- Pays organisateur (Hongrie)

| Rang  | Nation          | Or | Argent | Bronze | Total |
| ----- | --------------- | -- | ------ | ------ | ----- |
| 1     | Serbie          | 3  | 2      | 1      | 6     |
| 2     | Norvège         | 3  | 0      | 1      | 4     |
| 3     | Allemagne       | 1  | 1      | 3      | 5     |
| 4     | Turquie         | 1  | 0      | 1      | 2     |
| 4     | Pologne         | 1  | 0      | 1      | 2     |
| 6     | Grèce           | 1  | 0      | 0      | 1     |
| 7     | Italie          | 0  | 1      | 2      | 3     |
| 8     | Autriche        | 0  | 1      | 1      | 2     |
| 8     | France          | 0  | 1      | 1      | 2     |
| 10    | Azerbaïdjan     | 0  | 1      | 0      | 1     |
| 10    | Grande-Bretagne | 0  | 1      | 0      | 1     |
| 10    | Israël          | 0  | 1      | 0      | 1     |
| 10    | Slovaquie       | 0  | 1      | 0      | 1     |
| 14    | Arménie         | 0  | 0      | 1      | 1     |
| 14    | Hongrie         | 0  | 0      | 1      | 1     |
| 14    | Suède           | 0  | 0      | 1      | 1     |
| 14    | Ukraine         | 0  | 0      | 1      | 1     |
| Total | Total           | 10 | 10     | 15     | 35    |